# HK Beostar Belgrad
HK Beostar Belgrad (serb. ХК Беостар Београд) – serbski klub hokejowy z siedzibą w Nowym Belgradzie, dzielnicy Belgradu. Został założony w 2002 roku.